# Универзитет у Брајтону
Универзитет у Брајтону (енгл. University of Brighton) је државни универзитет у Брајтону. Универзитет се фокусира на практично, креативно и професионално образовање, при чему већину додељених диплома признају и струковне организације или воде до стручних квалификација.